# Palau de Justícia (Lleida)
|  | Per a altres significats, vegeu «antic Palau de Justícia». |

El Palau de Justícia és l'edifici que acull avui dia els jutjats de Lleida (Segrià) inclosa a l'Inventari del Patrimoni Arquitectònic de Catalunya. Edifici amb un desplegament lineal i horitzontal vinculat a la geografia, més que a la ciutat (adopta l'escala del tossal de la Seu). Donada la seva adaptació a la topografia, la construcció té una planta de traçat serpentejant: «l'edifici reconeix la seva vinculació a la muntanya més que a la ciutat, i és per això que recull les topografies orgàniques del tossal més que els traçats racionals i rectilinis de la ciutat», afirmen Marzà i Subirà.
L'edifici és capaç de resoldre, a més, la necessitat d'ubicar una torre de telecomunicacions que fos respectuosa amb el campanar de la Seu Vella, que domina la ciutat i tot el Pla de Lleida. Aquesta torre permet introduir un element vertical a la configuració horitzontal de l'edifici dels jutjats i, a més, proporciona un accés des de la part baixa de la ciutat a la part més elevada del turó mitjançant un ascensor.